# دينيسي دبليو. كيلي
دينيسي دبليو. كيلي (بالإنجليزية: Deane W. Kelley)‏ هو مدير فني أمريكي، ولد في 12 يوليو 1876 في إفارت في الولايات المتحدة، وتوفي في 28 نوفمبر 1952.